# ФК «Динамо» Москва в сезоне 1926
Сезон 1926 года — 4-й в истории футбольного клуба «Динамо» Москва.
В нем команда приняла участие в чемпионате Москвы и в первенстве «Динамо».

## Общая характеристика выступления команды в сезоне
В этом сезоне главная (первая) команда «Динамо» вновь заметно усилилась: наряду с двумя собственными игроками из клубных команд молодыми Иваном Филипповым и Алексеем Макаровым, сразу занявшими места в основном составе, в клуб пришел один из лучших игроков Москвы Константин Блинков, известный своим универсализмом, тонким пониманием игры и лидерскими качествами. Вместе с Дмитрием Масловым и Сергеем Ивановым он составил грозную «центровую тройку» нападения, одну из наиболее эффективных в Москве.
В первенстве столицы, в котором по круговой системе боролись 14 клубов, команда впервые в своей истории была одним из фаворитов, одержав со старта шесть побед подряд, демонстрируя завидную результативность (правда, при этом и довольно много пропуская). Однако затем наметившиеся разногласия между лидерами команды — Иваном Артемьевым и Константином Блинковым, приведшие к неоднократной смене капитана команды (что в те времена было равносильно смене тренера) и изменениям в составе, сказались на результатах команды — она начала терять очки, а затем в ключевом матче разгромно проиграла самому неудобному своему сопернику в тот период — «Пищевикам». И хотя динамовцы опротестовали результат этой встречи (за нарушение соперниками регламента), и она была аннулирована и назначена к переигровке, все же это поражение обошлось команде дорого — не сумев в конце сезона из-за погодных условий провести повторную игру, она недосчиталась важных очков, стоивших ей победы в турнире. Команда получила также определенный психологический удар — оставшиеся встречи она проводила неровно, и на самом финише уступила еще раз клубу РКимА, удачно игравшему в этом первенстве именно с лидерами. В результате уже, казалось, завоеванное чемпионство было упущено.
В этом сезоне команда «Динамо» провела первую международную встречу в своей истории, легко победив «рабочую» команду из Латвии.                                                                                                                                          
В традиционном ежегодном матче со своими ленинградскими одноклубниками динамовцы вновь одержали победу.

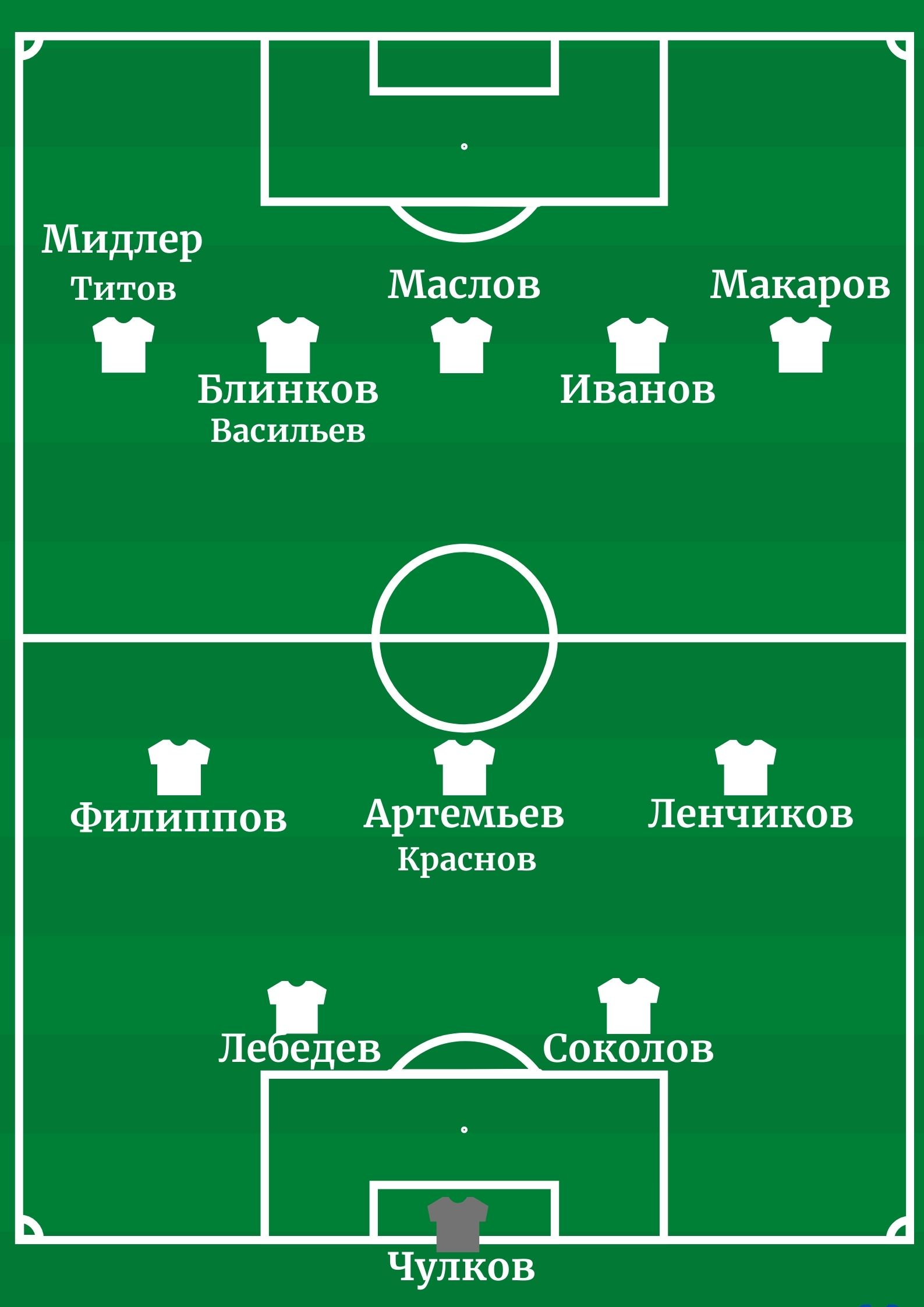

## Команда

### Состав
| Игрок               | Дата рождения   | Сезон в «Динамо» | Бывший клуб        |
| Вратарь             | Вратарь         | Вратарь          | Вратарь            |
| ------------------- | --------------- | ---------------- | ------------------ |
| Фёдор Чулков        | 17 февраля 1898 | 4                | КФ «Сокольники»    |
| Защитники           |                 |                  |                    |
| Михаил Соколов      | [[ ]] 1899      | 2                | «Динамо» (клубная) |
| Павел Лебедев       | 20 февраля 1901 | 2                | ОППВ               |
| Полузащитники       |                 |                  |                    |
| Иван Ленчиков       | 31 мая 1899     | 4                | КФ «Сокольники»    |
| Иван Артемьев       | 19 августа 1895 | 3                | «Красная Пресня»   |
| Иван Филиппов       | [[ ]] 1905      | 1                | «Динамо» (клубная) |
| Николай Краснов     | [[ ]] 1899      | 2                | «Динамо» (клубная) |
| Нападающие          |                 |                  |                    |
| Алексей Макаров     | [[ ]] 1908      | 1                | «Динамо» (клубная) |
| Сергей Иванов       | 7 мая 1906      | 2                | «Динамо» (клубная) |
| Дмитрий Маслов      | 19 октября 1901 | 3                | «Красная Пресня»   |
| Константин Блинков  | 9 сентября 1896 | 1                | «Красная Пресня»   |
| Пётр Мидлер         | 9 апреля 1906   | 3                | «Красная Пресня»   |
| Константин Васильев | [[ ]] 1901      | 4                | КФ «Сокольники»    |
| Владимир Титов      | [[ ]] 1903      | 3                | «Динамо» (клубная) |

### Изменения в составе
| Поз | Игрок              | Прежний клуб       |
| --- | ------------------ | ------------------ |
| П   | Иван Филиппов      | «Динамо» (клубная) |
| Н   | Константин Блинков | «Красная Пресня»   |
| Н   | Алексей Макаров    | «Динамо» (клубная) |

| Поз | Игрок             | Новый клуб         |
| --- | ----------------- | ------------------ |
| В   | Станислав Мизгер  | «Динамо» (клубная) |
| З   | Николай Игнатов   | «Динамо» (клубная) |
| П   | Андрей Николаенко | «Динамо» (клубная) |
| Н   | Александр Борисов | «Динамо» (клубная) |
| Н   | Василий Житарев   | завершил карьеру   |
| Н   | Николай Медведев  | «Динамо» (клубная) |

## Официальные матчи

### Чемпионат Москвы 1926
Число участников — 14. Чемпион — ОППВ.
Чемпионат разыгрывался по круговой системе в один круг. Ввиду различных обстоятельств все матчи первых команд проведены не были; но организаторы турнира (спортивная Секция при Московском губернском совете профессиональных союзов — МГСПС) объявили турнир состоявшимся, так как победитель по сумме выступлений всех команд (в так называемом «клубном зачёте», который являлся единственным официальным результатом первенства) определился независимо от исхода всех матчей. В связи с этим, по поводу итогов выступлений первых (главных) команд имеются различные версии; большинство футбольных историков признает чемпионство за клубом ОППВ, набравшим наибольшее количество очков во всех состоявшихся играх и опередившим на одно очко «Трёхгорку» (2 место) и на два — «Динамо» (3 место).
| 23 мая ЧМ 1(27) | «Динамо» Москва                                                                             | 9:1     | «Красный луч»   | Москва                            |
| | - Макаров 10′ 58′ - Маслов 18′ 35′ 64′ - К.Блинков 39′ (пен.) 82′ - Иванов 73′ - Мидлер 87′ | (отчёт) | - 75′ Кудрявцев | Стадион: «Динамо» Зрителей: 3 000 |
| «Динамо» Москва: Чулков - М.Соколов, Лебедев - Ленчиков, И.Артемьев , Филиппов - Макаров, Иванов, Маслов, К.Блинков, Мидлер «Красный луч»: Д.Григорьев - Тряскин, К.Николаев - Коршаков, Апухтин , Вл.Потапов - Вад.Потапов, А.Николаев, Кудрявцев, Помогаев, К.Потапов |                                                                                             |         |                 |                                   |

| 30 мая ЧМ 2(28) | «Динамо» Москва                                                | 6:2     | «Трёхгорка»       | Москва                                           |
| | - Макаров 3′ - Маслов 24′ - К.Блинков 38′ 59′ - Иванов 43′ 74′ | (отчёт) | - 27′ 50′ Решетов | Стадион: «Динамо» Зрителей: 4 000 Судья: П.Бозов |
| «Динамо» Москва: Чулков - М.Соколов, Лебедев - Ленчиков, И.Артемьев , Филиппов - Макаров, Иванов, Маслов, К.Блинков, Мидлер Трёхгорка: Леонов - Рущинский , В.Лапшин - Ноготков, Селин, С.Троицкий - Т.Григорьев, Решетов, Вик.Соколов, Л.Сандлори, А.Сандлори |                                                                |         |                   |                                                  |

| 10 июн ЧМ 3(29) | «Динамо» Москва                                                                | 8:2     | «Пролетарская кузница»         | Москва                                          |
| | - Иванов 18′ 32′ 65′ - Макаров 20′ - Маслов 24′ 53′ - К.Блинков 59′ (пен.) 81′ | (отчёт) | - 39′ Вавилов - 50′ Н.Васильев | Стадион: «Пролетарская кузница» Зрителей: 2 000 |
| «Динамо» Москва: Чулков - М.Соколов, Лебедев - Ленчиков, И.Артемьев , Филиппов - Макаров, Иванов, Маслов, К.Блинков, Мидлер Пролетарская кузница: Курский - Пампелин, Поляков - И.Иванов, М.Путистин, В.Канаев - Плотников, Вавилов, А.Липгарт, Н.Васильев, Грязнов |                                                                                |         |                                |                                                 |

| 13 июн ЧМ 4(30) | «Динамо» Москва                                             | 5:4     | КОР                                                            | Москва                            |
| | - Иванов 30′ 49′ - К.Блинков 39′ - Макаров 43′ - Мидлер 89′ | (отчёт) | - 15′ (пен.) 61′ (пен.) Сорокин - 44′ Б.Дементьев - 47′ Чеснов | Стадион: «Динамо» Зрителей: 3 000 |
| «Динамо» Москва: Чулков - М.Соколов, Лебедев - Ленчиков, И.Артемьев , Филиппов - Макаров, Иванов, Маслов, К.Блинков, Мидлер КОР: Баклашев - И.Дементьев, Хрусталёв - Артёмов, Б.Григорьев, Майоров - Сорокин, Чеснов, Б.Загрядсков, Б.Дементьев , Семёнов |                                                             |         |                                                                |                                   |

| 20 июн ЧМ 5(31) | «Динамо» Москва                                   | 3:2     | Дворец им.Ленина            | Москва                                      |
| | - Макаров 25′ - Маслов 55′ - К.Блинков 86′ (пен.) | (отчёт) | - 40′ Суханов - 72′ Карасёв | Стадион: «Дворец им.Ленина» Зрителей: 2 000 |
| «Динамо» Москва: Чулков - М.Соколов, Лебедев - Ленчиков, И.Артемьев , Филиппов - Макаров, Иванов, Маслов, К.Блинков, Мидлер Дворец им.Ленина: Малышев - Ермаков, Гвоздков - М.Волков, Симаков , Концеров - П.Козлов, Суханов, Карасёв, Вик.Павлов, Чистяков |                                                   |         |                             |                                             |

| 27 июн ЧМ 6(32) | «Динамо» Москва                                     | 4:3     | «Рускабель»                               | Москва                       |
| | - Иванов 4′ - К.Блинков 28′ (пен.) - Маслов 60′ 75′ | (отчёт) | - 4′ Гуров - 42′ Поляков - 54′ Н.Румянцев | Стадион: КПТ Зрителей: 3 000 |
| «Динамо» Москва: Чулков - М.Соколов, Лебедев - Ленчиков, Краснов, Филиппов - Макаров, Иванов, Маслов, К.Блинков , Васильев «Рускабель»: Глазунов - Ан.Поляков, Ауле - Королёв, Вас.Макаров, И.Овечкин - Сорокин, Иванов, Н.Румянцев, Гуров, Дмитриев |                                                     |         |                                           |                              |

| 8 авг ЧМ 7(33) | «Динамо» Москва | 1:1     | «Совторгслужащие» | Москва                            |
| | - Иванов 23′    | (отчёт) | - 67′ Митюшин     | Стадион: «Динамо» Зрителей: 3 000 |
| «Динамо» Москва: Чулков - М.Соколов, Лебедев - Ленчиков, Краснов, Филиппов - Макаров, Васильев, Иванов, К.Блинков , Мидлер «Совторгслужащие»: Кольчугин - И.Соколов, И.Андреев - Н.Касаткин, Хомянин, Шомин - Евграфов, Ирзун, Митюшин , Яковлев, А.Касаткин |                 |         |                   |                                   |

| 15 авг ЧМ 8(34) | «Динамо» Москва              | 2:2     | «Красное Орехово»             | Москва                                            |
| | - Макаров 37′ - Васильев 53′ | (отчёт) | - 8′ Калмыков - 89′ Н.Денисов | Стадион: «Динамо» Зрителей: 3 000 Судья: Поспехов |
| «Динамо» Москва: Чулков - М.Соколов, Лебедев - Ленчиков, Краснов, Филиппов - Макаров, Васильев, Иванов, К.Блинков , Мидлер Красное Орехово: Михайлов - Вяч.Андреев , Маныкин - Н.Денисов, Н.Смирнов, Жаворонков - Н.Ильин, Калмыков, Борисов, Рыжов II, Шапошников |                              |         |                               |                                                   |

| 28 авг ЧМ 9(35) | «Динамо» Москва | 1:0     | ОППВ | Москва                                           |
| | - Иванов 49′    | (отчёт) |      | Стадион: «Динамо» Зрителей: 3 000 Судья: П.Бозов |
| «Динамо» Москва: Чулков - М.Соколов, Лебедев - Ленчиков, Краснов, Филиппов - Макаров, Иванов, Маслов, К.Блинков , Мидлер ОППВ: Матвеев - Исаев, Пчеликов - Пахомов, В.Ратов , Никишин - Б.Дубинин, Савостьянов, Румянцев, Тюльпанов, Жибоедов |                 |         |      |                                                  |

| 26 сен ЧМ 10(36) | «Динамо» Москва              | 2:6     | «Пищевики»                                                                       | Москва                                             |
| | - К.Блинков 30′ - Иванов 40′ | (отчёт) | - 2′ 62′ П.Канунников - 15′ Леута - 48′ Н.Старостин - 56′ Прокофьев - 60′ Исаков | Стадион: «Динамо» Зрителей: 4 000 Судья: А.Щелчков |
| «Динамо» Москва: Чулков - М.Соколов, Лебедев - Ленчиков, И.Артемьев, Филиппов - Макаров, Иванов, Маслов, К.Блинков , Мидлер Пищевики: И.М.Филиппов - Ал.Старостин, П.Попов - С.Егоров, С.Бухтеев, Леута - Н.Старостин, П.Артемьев, Исаков, П.Канунников, Прокофьев |                              |         |                                                                                  |                                                    |

| 10 окт ЧМ 11(37) | «Динамо» Москва                                             | 6:1     | «Сахарники»  | Москва                                 |
| | - Титов 6′ - Иванов 18′ 52′ - Маслов 34′ 73′ - Васильев 69′ | (отчёт) | - 43′ Петров | Стадион: «Металлистов» Зрителей: 3 000 |
| «Динамо» Москва: Чулков - К.Блинков, Лебедев - Ленчиков, И.Артемьев , Филиппов - Макаров, Иванов, Маслов, Васильев, Титов «Сахарники»: Коноплин - Карпов, С.М.Иванов - В.Канаев, А.Денисов, Сысоев - Силин, Петров, М.Денисов , Шумков, Симаков |                                                             |         |              |                                        |

| 17 окт ЧМ 12(38) | «Динамо» Москва                         | 3:1     | «Красное Перово»    | Москва                            |
| | - Макаров 18′ - Маслов 37′ - Иванов 76′ | (отчёт) | - 68′ (пен.) Епишин | Стадион: «Динамо» Зрителей: 2 000 |
| «Динамо» Москва: Чулков - М.Соколов, Краснов - Ленчиков, И.Артемьев , Филиппов - Макаров, Иванов, Маслов, Васильев, Титов «Красное Перово»: Коноплин - Карпов, С.М.Иванов - В.Канаев, А.Денисов, Сысоев - Силин, Петров, М.Денисов , Шумков, Симаков |                                         |         |                     |                                   |

| 24 окт ЧМ 13(39) | «Динамо» Москва | 1:3     | РКимА                               | Москва                            |
| | - Иванов 22′    | (отчёт) | - 38′ Цыплёнков - 65′ 80′ В.Блинков | Стадион: «Динамо» Зрителей: 2 000 |
| «Динамо» Москва: Чулков - М.Соколов , Лебедев - Ленчиков, Краснов, Филиппов - Макаров, Титов, Иванов, Васильев, Мидлер РКимА: Каменский - С.С.Иванов, Григорьев - Пучков, Фролов, Голубчиков - Никифоров, Карпенко, Цыплёнков , В.Блинков, Грязнов |                 |         |                                     |                                   |

#### Итоговая таблица
| М | Клуб              | И  | В  | Н | П | М       | О  |
| - | ----------------- | -- | -- | - | - | ------- | -- |
|   | ОППВ              | 13 | 10 | 1 | 2 | 46 — 16 | 34 |
|   | «Трёхгорка»       | 13 | 10 | 0 | 3 | 59 — 30 | 33 |
|   | «Динамо»          | 12 | 9  | 2 | 1 | 49 — 22 | 32 |
| 4 | «Красное Орехово» | 12 | 9  | 1 | 2 | 53 — 21 | 31 |
| 5 | РКимА             | 12 | 8  | 1 | 3 | 42 — 22 | 29 |

### Первенство «Динамо»
| 11 июл ЧД 1(4) | «Динамо» Москва | 1:0     | «Динамо» Ленинград | Ленинград                                                      |
| | - К.Блинков 86′ | (отчёт) |                    | Стадион: «Динамо» Зрителей: 2 000 Судья: Г.Фепонов (Ленинград) |
| «Динамо» Москва: Чулков - М.Соколов, Лебедев - Ленчиков, И.Артемьев , Филиппов - Макаров, Иванов, Маслов, К.Блинков, Мидлер «Динамо» Ленинград: Н.Соколов - В.Семёнов, Трутнев - А.Васильев, Феоктистов , Недригайлов - Ф.Семёнов, Миронычев, Фохт, Д.Родионов, А.Богданов |                 |         |                    |                                                                |

## Товарищеские матчи

#### Тур в Баку
| 18 апр ТМ 1 | «Динамо» Москва                | 3:1     | Баку     | Баку |
|             | - Борисов - Маслов - К.Блинков | (отчёт) | - Туркия |      |

| 20 апр ТМ 2 | «Динамо» Москва | 1:3     | «Прогресс» Баку                                    | Баку |
|             | - Маслов 15′    | (отчёт) | - 1:1′ ? - 1:2′ Макагонов - 1:3′ (пен.) К.Кузнецов |      |

| 23 апр ТМ 3 | «Динамо» Москва                             | 4:2     | «Динамо» Баку          | Баку |
|             | - Иванов 20′ 46′ - Маслов 51′ - Макаров 55′ | (отчёт) | - ~60′ ? - 85′ Кульвец |      |

| 26 апр ТМ 4 | «Динамо» Москва | 0:1     | Азербайджанский политехнический институт | Баку           |
|             |                 | (отчёт) | - 30′ Букреев                            | Судья: Котиков |

| 28 апр ТМ 5 | «Динамо» Москва | 1:1     | «Динамо» Баку | Баку |
|             | - К.Блинков 35′ | (отчёт) |               |      |

#### Товарищеские матчи
| 19 мая ТМ 6 | «Динамо» Москва | 1:3     | «Сахарники» | Москва            |
|             |                 | (отчёт) |             | Стадион: «Динамо» |

| 12 июл ТМ 7 | «Динамо» сборная | 5:1     | Ленинград III | Ленинград |
|             |                  | (отчёт) |               |           |

#### Матч в фонд сбора средств для поездки легкоатлетической сборной во Францию
| 1 авг ТМ 8 | «Динамо» сборная | 1:3     | Москва                        | Москва          |
| | - Макаров 15′    | (отчёт) | - 49′ ~85′ Леута - 63′ Чеснов | Стадион: «ОППВ» |
| «Динамо» сборная: Н.Соколов - Трутнев, М.Соколов - А.Васильев, А.Артемьев, Феоктистов - Макаров, Иванов, Маслов, Иван Филиппов, А.Богданов Москва: И.М.Филиппов - Хрусталёв, Пчеликов - Артёмов, Митюшин, Никишин - Н.Старостин, Чеснов, Леута, П.Канунников, Прокофьев |                  |         |                               |                 |

| 2 авг ТМ 9 | «Динамо» сборная | 4:2     | КОР | Москва          |
|            |                  | (отчёт) |     | Стадион: «ОППВ» |

#### Международный матч
| 6 сен МТМ 1(1) | «Динамо» Москва                                                    | 7:1     | Союз рабочего спорта (Латвия) | Москва                                           |
| | - К.Блинков 19′ 63′ - Маслов 23′ 37′ - Мидлер 31′ - Иванов 40′ 43′ | (отчёт) | - 35′ Барак                   | Стадион: «МГСПС» Зрителей: 2 500 Судья: П.Козлов |
| «Динамо» Москва: Чулков - М.Соколов, Краснов - Ленчиков, К.Блинков , Лебедев - Макаров, Иванов, Маслов, Титов, Мидлер Союз рабочего спорта: Флюгин - Экс (К), Даль (Идрис, 46) - Крапивский, Витель, Паписовский - Барде, Приеде, Барак (Месман, 60), Гецеров, Реймон |                                                                    |         |                               |                                                  |

| 12 сен ТМ 10 | «Динамо» Москва | 9:2     | Тверь | Тверь         |
|              |                 | (отчёт) |       | Стадион: ГСПС |

## Статистика сезона

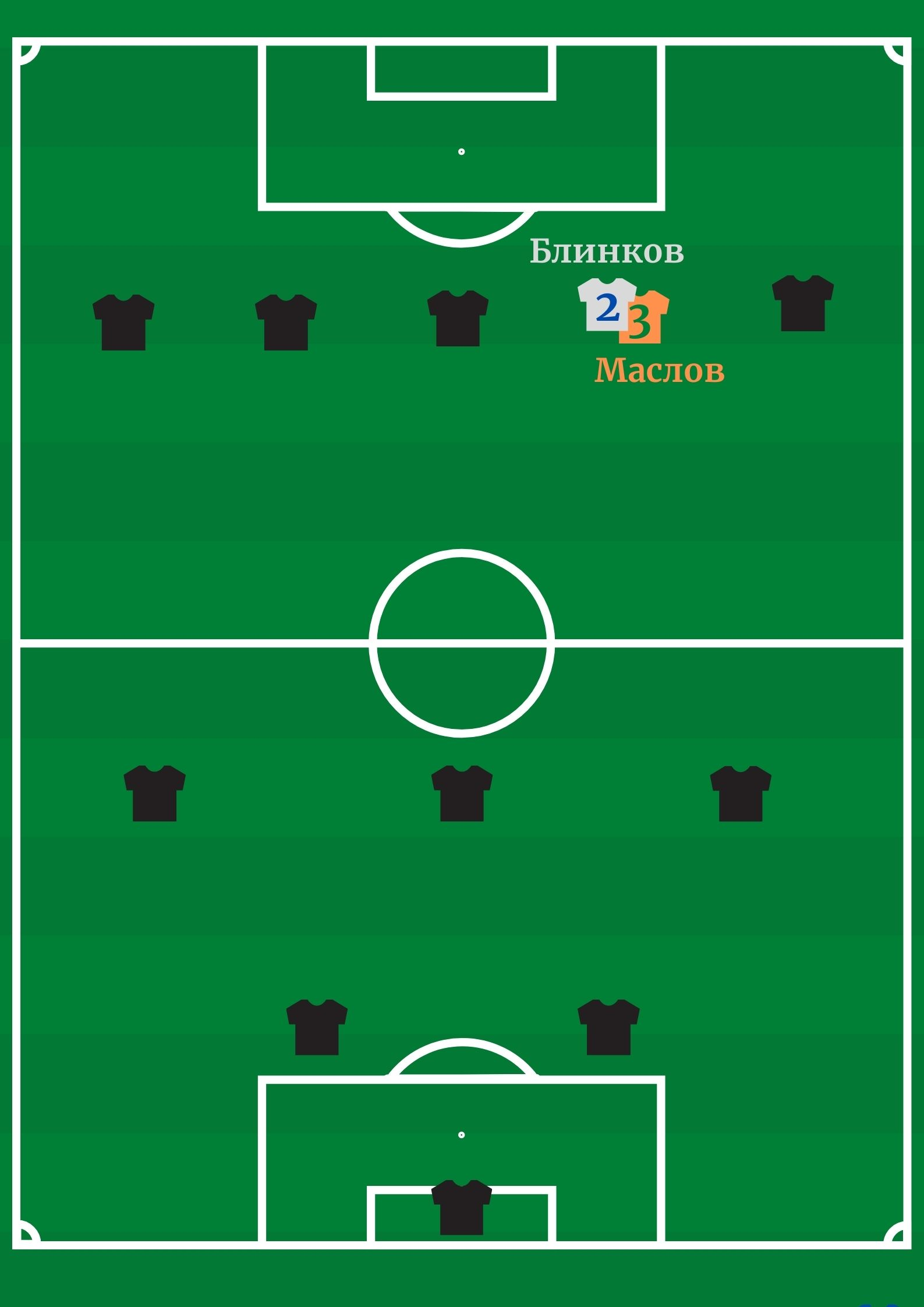
Динамовцы в списке 33 лучших футболистов

| Игрок                  | Чемпионат Москвы | Чемпионат Москвы | Чемпионат «Динамо» | Чемпионат «Динамо» | Итого           | Итого   | Товарищеские матчи | Товарищеские матчи | Всего официальные матчи | Всего официальные матчи |
| Игрок                  | Вышел на замену  | Гол              | Вышел на замену    | Гол                | Вышел на замену | Гол     | Вышел на замену    | Гол                | Вышел на замену         | Гол                     |
| Вратарь                | Вратарь          | Вратарь          | Вратарь            | Вратарь            | Вратарь         | Вратарь | Вратарь            | Вратарь            | Вратарь                 | Вратарь                 |
| ---------------------- | ---------------- | ---------------- | ------------------ | ------------------ | --------------- | ------- | ------------------ | ------------------ | ----------------------- | ----------------------- |
| Фёдор Чулков           | 13               | (-28)            | 1                  | (-0)               | 14              | (-28)   | 1                  | (-1)               | 41                      | (-69)                   |
| Защитники              |                  |                  |                    |                    |                 |         |                    |                    |                         |                         |
| Михаил Соколов (1)     | 12               |                  | 1                  |                    | 13              |         | 2                  |                    | 14                      |                         |
| Павел Лебедев          | 12               |                  | 1                  |                    | 13              |         | 2                  |                    | 22                      |                         |
| Полузащитники          |                  |                  |                    |                    |                 |         |                    |                    |                         |                         |
| Иван Ленчиков          | 13               |                  | 1                  |                    | 14              |         | 1                  |                    | 43                      |                         |
| Иван Артемьев (8)      | 8                |                  | 1                  |                    | 9               |         | 1                  |                    | 30                      | 3                       |
| Иван Филиппов          | 13               |                  | 1                  |                    | 14              |         | 1                  |                    | 14                      |                         |
| Николай Краснов        | 6                |                  |                    |                    | 6               |         | 1                  |                    | 8                       |                         |
| Нападающие             |                  |                  |                    |                    |                 |         |                    |                    |                         |                         |
| Алексей Макаров        | 13               | 8                | 1                  |                    | 14              | 8       | 3                  | 2                  | 14                      | 8                       |
| Сергей Иванов          | 13               | 16               | 1                  |                    | 14              | 16      | 3                  | 4                  | 25                      | 31                      |
| Дмитрий Маслов         | 10               | 12               | 1                  |                    | 11              | 12      | 5                  | 5                  | 32                      | 32                      |
| Константин Блинков (5) | 11               | 10               | 1                  | 1                  | 12              | 11      | 3                  | 4                  | 12                      | 11                      |
| Пётр Мидлер            | 10               | 2                | 1                  |                    | 11              | 2       | 1                  | 1                  | 22                      | 3                       |
| Владимир Титов         | 3                | 1                |                    |                    | 3               | 1       |                    |                    | 16                      | 5                       |
| Константин Васильев    | 6                | 2                |                    |                    | 6               | 2       |                    |                    | 14                      | 2                       |